# تسرکویتسه ناد بیستریتسی
تسرکویتسه ناد بیستریتسی (به چکی: Cerekvice nad Bystřicí) یک منطقهٔ مسکونی در جمهوری چک است که در شهرستان ییچین واقع شده‌است.